# Willard, Ohio
Willard là một thành phố thuộc quận Huron, tiểu bang Ohio, Hoa Kỳ. Năm 2010, dân số của thành phố này là 6236 người.

## Dân số
- Dân số năm 2000: 6806 người.
- Dân số năm 2010: 6236 người.